# Порфирій (Скарбек-Важинський)
Порфи́рій Скáрбек-Важи́нський гербу Абданк, пол. Porfiriusz Skarbek Ważyński; 5 серпня 1732  (в деяких документах 1730 р.) — 9 березня 1804 р., Холм) — український релігійний діяч, представник Української греко-католицької церкви; з 1790 року Холмський єпископ.

## Життєпис
Народився поблизу Ошмян в шляхетській католицькій родині Скарбек-Важинських гербу Абданк в сім'ї Ошмянського судді Казимира Скарбек-Важинського та Вікторії Вяльбут (Вяльбутівни) (рід Скарбек-Важинських володів маєтностями в Ошмянському повіті аж до 1939 року).
У 1748 році вступив у василіянський монастир у Вільні. Впродовж 1754—1758 років навчався у Грецькій колегії св. Атанасія в Римі, бувши вже на той час дияконом. Крім польської, вільно володів латинською, італійською та російською мовами. Викладав у школах отців ЧСВВ у Полоцьку і Бучачі, був ректором колегії у Володимирі. В 1782—1787 роках був очільником Жидичинського монастиря. Двічі обирався протоархимандритом (ґенеральним очільником) ЧСВВ (1772—1780, 1788—1789). 4 січня 1790 його номіновано на єпископа Холмського, а 26 вересня 1790 р. відбулась єпископська хіротонія. Будучи єпископом, в 1791—1803 роках скликав 12 єпархіальних синодів, організував друкарню при Холмській семінарії. В останні роки існування Речі Посполитої брав активну участь в політичному житті, був гарячим прихильником реформ Чотирирічного сейму та Конституції 3 травня.
Відомо, що Порфирій Важинський був знайомим із Тадеушем Костюшком. У 1794 році Тадеуш написав у листі в Холм до єпископа: «Наша мета — повсюдне щастя, воля і свобода кожного стану, справедливість для всіх людей та суцільна уніфікація прав і пільг усіх обрядів». Підтримав повстання Т. Костюшка 1794 року, після поразки якого змушений був виїхати в Галичину, яка на той час була під Австрією, забравши з собою кошти, котрі він збирав у своїй єпархії для підтримки повстанців, згодом він передав ці кошти повсталій Варшаві. Повернувся в Холм після вступу в нього австрійських військ. Після третього розбору Речі Посполитої (1795) відійшов від політичного життя, залишаючись лояльним до австрійської влади. Помер у Холмі 9 березня 1804 року і похований у підземеллі Холмського катедрального собору. Залишив по собі рукописний щоденник Diariusz.